# 西馬龍級加油艦 (1939)
「西馬龍級」油輪（Cimarron-class oilers）是美國一種海上補給用途的油輪艦級，最初於1939年以「國防油輪」（National Defense Tankers）的名義建造，為美國海事委員會（United States Maritime Commission）T3-S2-A1型T3型油輪。此級設計時便「依據獲核准的輔助艦標準，在航速、航程與結構強度方面符合要求」，以便在戰爭爆發時能迅速軍用化。
「與新澤西標準石油公司（Standard Oil Company of New Jersey）達成初步協議後，政府同意補貼該公司建造十艘高速油輪，補貼內容包括支付為提高航速而需採用之大型引擎的差額。在1937年12月的第一週，標準石油已向多家船廠招標，要求建造載重噸為16,300噸的油輪，分為兩種設計：一種為13節的單軸版本，一種為18節的雙軸版本。政府即以這兩種設計的報價差額作為補貼計算依據。兩種設計的圖紙與規格由海軍建築師E·L·史都華（E. L. Stewart）為標準石油公司設計。可確定的是，該型18節油輪（標準石油公司設計案編號652 NDF）實際上是源自海軍建造與修造局（C&R）為艦隊油輪所研發的設計。」
原始12艘艦中，有3艘於1939年下水時即直接服役於美國海軍，其餘先以商船身份服役於新澤西標準石油公司與Keystone Tankships，隨後於1940年7月根據《兩洋海軍法案》（Two-Ocean Navy Act）撥交海軍。1943年至1946年間，另有18艘專為海軍建造，此外另有5艘依稍加放大的T3-S2-A3型設計建造，有時被歸類為「米斯皮利昂級」（Mispillion class）。
其中有4艘「奇馬倫級」在1942年改裝為護航航空母艦，另有2艘在戰爭中遭敵擊沉。

## 同型艦列表
| 艦名           | 艦號   | 建造廠                               | 安放龍骨日期   | 下水日期       | 服役日期       | 除役日期       | 最終狀態                                                     |
| -------------- | ------ | ------------------------------------ | -------------- | -------------- | -------------- | -------------- | ------------------------------------------------------------ |
| 奇馬隆號       | AO-22  | 太陽造船與乾船塢公司                 | 1938年4月18日  | 1939年1月7日   | 1939年3月20日  | 1968年10月1日  | 1968年10月10日除籍，1969年售予拆船                           |
| 尼奧肖號       | AO-23  | 聯邦造船與乾船塢公司，紐澤西州卡尼   | 1938年6月22日  | 1939年4月29日  | 1939年8月7日   | 不適用         | 1942年5月11日珊瑚海海戰中自沉                                |
| 普拉特號       | AO-24  | 貝斯勒鋼鐵造船公司，斯帕羅斯角造船廠 | 1938年9月14日  | 1939年7月8日   | 1939年12月1日  | 1970年9月19日  | 1970年9月25日除籍，1971年5月14日售予拆船                     |
| 薩賓號         | AO-25  | 貝斯勒鋼鐵造船公司，斯帕羅斯角造船廠 | 1939年9月18日  | 1940年4月27日  | 1940年12月5日  | 1969年2月20日  | 1976年12月1日除籍，1983年8月1日售予拆船                      |
| 薩拉莫尼號     | AO-26  | 紐波特紐斯造船廠                     | 1940年2月5日   | 1940年9月18日  | 1941年4月28日  | 1968年12月20日 | 1969年9月2日除籍，1970年7月24日售予拆船                      |
| 卡斯卡斯基亞號 | AO-27  | 紐波特紐斯造船廠                     | 1939年1月16日  | 1939年9月29日  | 1940年10月29日 | 1969年12月19日 | 1969年12月19日除籍，1970年8月3日售予拆船                     |
| 桑加蒙號油船   | AO-28  | 聯邦造船與乾船塢公司，卡尼           | 1939年3月13日  | 1939年11月4日  | 不適用         | 不適用         | 改裝為桑加蒙級護航航空母艦                                   |
| 聖蒂號         | AO-29  | 太陽造船與乾船塢公司                 | 1938年5月31日  | 1939年3月4日   | 不適用         | 不適用         | 改裝為桑加蒙級護航航空母艦                                   |
| 奇蒙號         | AO-30  | 貝斯勒鋼鐵造船公司，斯帕羅斯角       | 1938年12月20日 | 1939年9月9日   | 1941年7月3日   | 1970年9月18日  | 1970年12月18日除籍，1971年5月14日售予拆船                    |
| 切諾戈號       | AO-31  | 太陽造船與乾船塢公司                 | 1938年7月10日  | 1939年4月1日   | 不適用         | 不適用         | 改裝為桑加蒙級護航航空母艦                                   |
| 瓜達盧佩號     | AO-32  | 紐波特紐斯造船廠                     | 1939年5月8日   | 1940年1月26日  | 1941年6月19日  | 1975年5月15日  | 1975年5月15日除籍，1975年10月16日售予拆船                    |
| 蘇萬尼號       | AO-33  | 聯邦造船與乾船塢公司，卡尼           | 1938年6月3日   | 1939年3月4日   | 不適用         | 不適用         | 改裝為桑加蒙級護航航空母艦                                   |
| 阿什塔比拉號   | AO-51  | 貝斯勒鋼鐵造船公司，斯帕羅斯角       | 1942年10月1日  | 1943年5月22日  | 1943年8月7日   | 1982年9月30日  | 1991年9月6日除籍，1995年部分拆解，2000年10月15日作為靶艦擊沉 |
| 卡卡彭號       | AO-52  | 貝斯勒鋼鐵造船公司，斯帕羅斯角       | 1942年11月16日 | 1943年6月12日  | 1943年9月21日  | 1973年8月14日  | 1973年8月14日除籍，1973年12月10日售予拆船                    |
| 卡利恩特號     | AO-53  | 貝斯勒鋼鐵造船公司，斯帕羅斯角       | 1943年1月2日   | 1943年8月25日  | 1943年10月12日 | 1973年12月15日 | 1973年12月15日除籍，1974年4月5日售予拆船                     |
| 奇卡斯基亞號   | AO-54  | 貝斯勒鋼鐵造船公司，斯帕羅斯角       | 1943年2月3日   | 1943年10月2日  | 1943年11月10日 | 1969年12月18日 | 1976年12月1日除籍，1982年5月26日售予拆船                     |
| 埃洛科明號     | AO-55  | 貝斯勒鋼鐵造船公司，斯帕羅斯角       | 1943年3月9日   | 1943年10月19日 | 1943年11月30日 | 1970年3月17日  | 1970年3月17日除籍，1970年11月2日售予拆船                     |
| 奧西拉號       | AO-56  | 貝斯勒鋼鐵造船公司，斯帕羅斯角       | 1943年5月25日  | 1943年11月20日 | 1943年12月22日 | 1970年12月18日 | 1976年12月1日除籍，1992年10月25日售予拆船                    |
| 馬里亞斯號     | AO-57  | 貝斯勒鋼鐵造船公司，斯帕羅斯角       | 1943年6月15日  | 1943年12月21日 | 1944年2月12日  | 1982年11月22日 | 1992年12月12日除籍，1995年9月18日售予拆船                    |
| 馬納提號       | AO-58  | 貝斯勒鋼鐵造船公司，斯帕羅斯角       | 1943年8月28日  | 1944年2月18日  | 1944年4月6日   | 1973年8月14日  | 1973年8月14日除籍，1973年12月10日售予拆船                    |
| 密西西內瓦號   | AO-59  | 貝斯勒鋼鐵造船公司，斯帕羅斯角       | 1943年10月5日  | 1944年3月28日  | 1944年5月19日  | 不適用         | 1944年11月20日被擊沉                                         |
| 南塔哈拉號     | AO-60  | 貝斯勒鋼鐵造船公司，斯帕羅斯角       | 1943年10月31日 | 1944年4月29日  | 1944年6月19日  | 1973年7月2日   | 1973年7月1日除籍，1975年3月5日售予拆船                       |
| 塞文號         | AO-61  | 貝斯勒鋼鐵造船公司，斯帕羅斯角       | 1943年11月24日 | 1944年5月31日  | 1944年7月19日  | 1973年7月1日   | 1974年7月1日除籍，1975年1月22日售予拆船                      |
| 塔盧加號       | AO-62  | 貝斯勒鋼鐵造船公司，斯帕羅斯角       | 1943年12月23日 | 1944年7月10日  | 1944年8月25日  | 1972年5月4日   | 1992年2月21日除籍，2010年7月1日售予拆船                      |
| 奇波拉號       | AO-63  | 貝斯勒鋼鐵造船公司，斯帕羅斯角       | 1944年5月3日   | 1944年10月21日 | 1944年11月30日 | 1973年8月14日  | 1973年8月14日除籍，1974年7月15日售予拆船                     |
| 托洛瓦納號     | AO-64  | 貝斯勒鋼鐵造船公司，斯帕羅斯角       | 1944年6月5日   | 1945年1月6日   | 1945年2月24日  | 1975年4月15日  | 1975年4月15日除籍，1975年10月16日售予拆船                    |
| 阿拉加什號     | AO-97  | 貝斯勒鋼鐵造船公司，斯帕羅斯角       | 1944年10月26日 | 1945年4月14日  | 1945年8月21日  | 1970年12月21日 | 1973年6月1日除籍，1976年3月22日售予拆船                      |
| 卡盧薩哈奇號   | AO-98  | 貝斯勒鋼鐵造船公司，斯帕羅斯角       | 1944年11月30日 | 1945年6月2日   | 1945年10月10日 | 1990年2月28日  | 1994年7月18日除籍，2003年拖至哈特爾浦，2010年4月完成拆解     |
| 卡尼斯特奧號   | AO-99  | 貝斯勒鋼鐵造船公司，斯帕羅斯角       | 1945年1月11日  | 1945年7月6日   | 1945年12月3日  | 1989年10月2日  | 1992年8月31日除籍，2003年拖至哈特爾浦，2010年8月完成拆解     |
| 楚卡萬號油船   | AO-100 | 貝斯勒鋼鐵造船公司，斯帕羅斯角       | 1945年1月25日  | 1945年8月28日  | 1946年1月22日  | 1972年6月13日  | 1972年7月1日除籍，1973年3月1日售予拆船                       |

### 「米斯皮利昂級」與「阿什塔比拉級」子分類
關於美國海運管理局（MARAD）所屬的T3-S2-A3型油輪是否應被視為一個獨立艦級——即「米斯皮利昂級」（Mispillion class），一直存在爭議。此一問題因為1960年代這些艦艇經歷了「加大型化改裝（jumboization）」而更形複雜，當時包括美國海軍「阿什塔比拉號」（USS Ashtabula, AO-51）、「卡盧薩哈奇號」（USS Caloosahatchee, AO-98）與「卡尼斯提奧號」（USS Canisteo, AO-99）等艦也一同改裝，因此有些人將這些艦歸為「阿什塔比拉級」（Ashtabula class）——有時包含「米斯皮利昂級」，有時則不包含。此外，部分資料來源甚至將18艘戰時建造的重複設計型「奇馬隆級」（Cimarron class）油輪也稱作「阿什塔比拉級」，進一步加深混淆。
支持將「阿什塔比拉號」、「卡盧薩哈奇號」與「卡尼斯提奧號」自「米斯皮利昂號」（USS Mispillion, AO-105）、「納瓦索塔號」（USS Navasota, AO-106）、「帕桑普西克號」（USS Passumpsic, AO-107）、「波卡塔克號」（USS Pawcatuck, AO-108）與「瓦卡莫號」（USS Waccamaw, AO-109）等艦獨立分類的觀點，是根據兩組艦艇在設計與裝備上的實質差異。「阿什塔比拉級」與「米斯皮利昂級」在外觀與海上補給（UNREP）裝備方面存在顯著不同。「阿什塔比拉級」具備全密封式的艙面艙（well deck）、前部上層建築沒有外部通道、設有穿越前上層建築的通道以便貨物移動至前甲板、配備兩組STREAM補給裝置（其中一組位於前上層建築前方），且艦首不設有直升機甲板。而「米斯皮利昂級」則完全不具備這些特徵。
| 艦名                           | 艦號   | 建造廠                                               | 開工日期      | 下水日期       | 服役日期       | 加大型化改裝 | 除役日期 | 最終狀態                                                 |
| ------------------------------ | ------ | ---------------------------------------------------- | ------------- | -------------- | -------------- | ------------ | -------- | -------------------------------------------------------- |
| 美斯皮利昂號（USS Mispillion） | AO-105 | 日落造船與船塢公司（Sun Shipbuilding & Drydock Co.） | 1945年2月14日 | 1945年8月10日  | 1945年12月29日 | 1965–66年    | 1990年   | 1995年2月15日除籍，2011年12月售予拆解                    |
| 納瓦索塔號（USS Navasota）     | AO-106 | 日落造船與船塢公司（Sun Shipbuilding & Drydock Co.） | 1945年2月22日 | 1945年8月30日  | 1946年2月27日  | 1963–64年    | 1991年   | 1992年1月2日除籍，1995年10月25日售予拆解                 |
| 帕桑普西克號（USS Passumpsic） | AO-107 | 日落造船與船塢公司（Sun Shipbuilding & Drydock Co.） | 1945年3月8日  | 1945年10月31日 | 1946年4月1日   | 1964–65年    | 1991年   | 1991年12月17或18日除籍，1991年12月19日售予拆解           |
| 波卡塔克號（USS Pawcatuck）    | AO-108 | 日落造船與船塢公司（Sun Shipbuilding & Drydock Co.） | 1945年3月22日 | 1946年2月19日  | 1946年5月10日  | 1965–66年    | 1991年   | 1991年9月21日除籍，2005年9月21日售予拆解                 |
| 瓦卡莫號（USS Waccamaw）       | AO-109 | 日落造船與船塢公司（Sun Shipbuilding & Drydock Co.） | 1945年4月28日 | 1946年3月30日  | 1946年6月25日  | 1964–65年    | 1989年   | 1991年10月11日除籍，2005年10月11日拖往德州布朗斯維爾拆解 |

### 加大型化改裝（Jumboization）
自1964年至1967年間，美國海軍將8艘T3型油輪進行「加大型化改裝」，以將其油料載運能力提升至180,000桶，此一數量被海軍視為支援一艘超級航空母艦及其艦載噴射機聯隊所需的基本補給量。五艘「米斯皮利昂級」的改裝設計編號為SCB 223，「阿什塔比拉級」的改裝則屬於SCB 706項目。
此改裝工程是以切割器將船體從中間剖開，先將艦尾部分移開，再將新增的中段船體插入，與艦首及艦尾焊接組裝。經過多項切割與焊接修改後，一艘嶄新而加長的油輪成形；此外，五艘「米斯皮利昂級」艦艇亦於艦首加裝了直升機甲板。
「阿什塔比拉號」（USS Ashtabula）、 「卡盧薩哈奇號」（USS Caloosahatchee）與「卡尼斯提奧號」（USS Canisteo）是在「米斯皮利昂級」五艘之後進行加大型化的，它們亦獲得有限度的彈藥與乾貨儲存能力、新設的中段上層建築以及全尺寸肋骨結構（scantlings）；相較之下，AO-105至AO-109仍保留其原本的遮蔽甲板（shelter-deck）配置。

## 重要性
美國海軍對於航行中補給（Underway Replenishment, UNREP）的熟練掌握，以及在不返回港口的情況下於海上為艦隊加油的能力，是其在第二次世界大戰對日作戰成功的主要因素之一。作為美國海軍當時最大且最快速的油輪，「西馬倫級」是直接支援特遣艦隊行動的主要艦型。
許多「西馬倫級」油輪在韓戰與越戰期間亦持續擔負此一任務，經過「加大型化改裝」的艦艇甚至服役至波斯灣戰爭期間。
在美國海軍中，具有飛行資格（即「飛行徽翼」）的艦長若欲指揮航空母艦，必須先具有「深吃水艦艇」（deep-draft vessel）的指揮經歷；因此，海軍通常會先將這些軍官指派至油輪擔任艦長，因其吃水深度與航母相近。

### 註解
1. ↑  Wildenberg, Thomas. . Annapolis, Maryland: Naval Institute Press. 1996  [2013-10-16].
2. 1 2  Whitley 1999, p. 269.
3. ↑  Fahey, pp. 63

### 來源
本条目包含来自属于公共领域的美国海军军舰辞典的文本。

- Fahey, James C. . 馬里蘭州安納波利斯: 美國海軍學會（United States Naval Institute）. 1965. ISBN 0-87021-637-6.
- Wildenberg, Thomas. . 馬里蘭州安納波利斯: Naval Institute Press. 1996  [2009-04-28].
- The T2, T2-A and T3-S2-A1 Type Maritime Commission Tankers 1939 – 1945